# Sigillariaceae

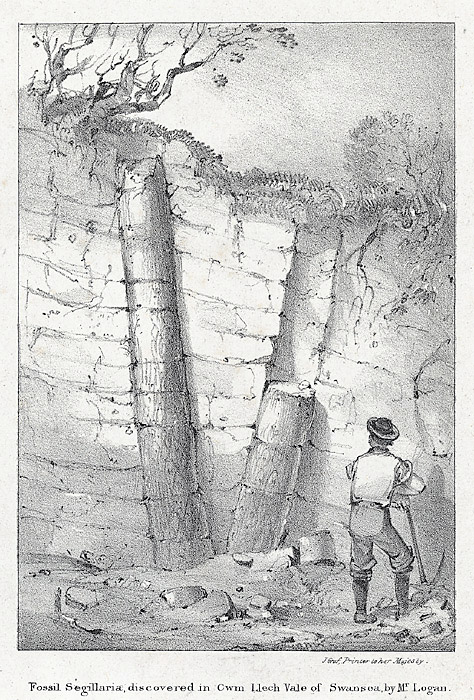
Sigillariaceaefund in Wales

Die Sigillariaceae sind eine Familie vorwiegend baumförmig wachsender, ausgestorbener Bärlapppflanzen, die im Karbon Teil der Steinkohle-Sümpfe waren. Bekannte Fossilien aus dieser Familie sind die auch als Siegelbäume bekannten Stämme der Gattung Sigillaria.

## Merkmale
Die kennzeichnenden Merkmale (Synapomorphien), die die Sigillariaceae von den anderen Familien der Ordnung unterscheiden, sind: die Blattspuren entspringen zwei Protoxylem-Strängen; das Periderm enthält Bänder von „harzigen“ Zellverbänden; im Periderm finden sich massive Parichnos-Stränge; jedes Blatt wird durch zwei Xylem-Stränge versorgt, die ein paariges Zentralbündel bilden; am Blatt gibt es adaxial eine in der Mitte gelegene Grube; die Ornamente der Mikrosporen sind stachelig-konisch. Merkmale, die die Familie mit einzelnen anderen Vertretern der Ordnung teilt, sind: die Zapfenstiele bzw. die zapfentragenden Seitenzweige sitzen am Hauptstamm; das Periderm ist „harzig“; das Verhältnis Blattpolster-Höhe zu Breite ist an Seitenzweigen 1:1 oder kleiner; am Blatt gibt es paarige abaxiale Gruben.

### Vegetative Merkmale
Die Sigillariaceae sind baumförmige Pflanzen, wenig und nur distal verzweigt, und kleiner als die verwandten Lepidodendraceae. Die meisten Vertreter blieben unter 20 m hoch, auch wenn einzelne Exemplare über 30 m hoch wurden. Charakteristisches Merkmal sind die Blattbasen, die im Umriss sechseckig sind, seltener elliptisch, und zum Namen „Siegelbaum“ geführt haben. Sie sind schraubig am Stamm angeordnet, scheinen aber häufig in senkrechten Reihen zu stehen. Die eigentliche Blattnarbe ist meist elliptisch, in der Mitte sitzt die Blattspur-Narbe, die von zwei großen Parichnos-Narben flankiert wird. Das Leitbündel ist V-förmig und manchmal in zwei Stränge geteilt. Über der Blattnarbe sitzt die Narbe der Ligula.
Blätter
Die Sigillariaceae besaßen Blätter nur an den Enden der Sprossachsen, wo sie dicht standen. Die langen Blätter sind teilweise von zwei seitlich abgeflachten Leitbündeln durchzogen. Dieses Merkmal unterscheidet die Blatt-Gattungen Sigillariophyllum und Sigillariopsis von Vertretern der Lepidodendraceae, während sie sonst recht ähnlich waren. An der Blattunterseite befinden sich zwei Längsfurchen, die mit auffälligen Trichomen besetzt sind. Die Spaltöffnungen sind in Reihen angeordnet, die Geleitzellen sind eingesunken. Cyperites ist eine Formgattung für isoliert gefundene Blätter von über 1 cm Breite und schmetterlingsförmigem oder x-förmigem Querschnitt.
Stamm
Während Kompressions-Fossilien aus dem Karbon sehr häufig sind, sind strukturell erhaltene Sprossachsen recht selten. Das Zentrum des Stammes besteht aus parenchymatischem Mark, das von einem durchgehenden Band von primärem Xylem umgeben ist. Im Querschnitt erscheint der äußere Rand des exarchen primären Xylems gewellt, wobei die Blattspuren in den Furchen entspringen. Es wird wenig sekundäres Xylem gebildet, das aus Leitertracheiden und schmalen Holzstrahlen besteht. Die Verteilung des Rinden-Gewebes ist ähnlich wie bei der verwandten Gattung Diaphorodendron, tangential gebändertes Periderm kommt häufig vor. Im Periderm finden sich konzentrische Bänder von – wahrscheinlich – Sekretzellen. Radial durch das Periderm ziehen Paare von zylindrischen oder seitlich abgeflachten Strängen von Parichnos-Gewebe. Es steht mit den Parichnos-Narben der Blattbasen in Verbindung und fungierte möglicherweise als Lüftungsgewebe.
Fossilien in entrindetem Zustand werden in der Formgattung Syringodendron zusammengefasst. Ihre Oberfläche zeigt senkrechte Reihen von großen, häufig doppelt elliptischen Narben, die Kaninchenspuren ähneln. Es sind dies Parichnos-Stränge im Tangentialschnitt.
Unterirdische Organe

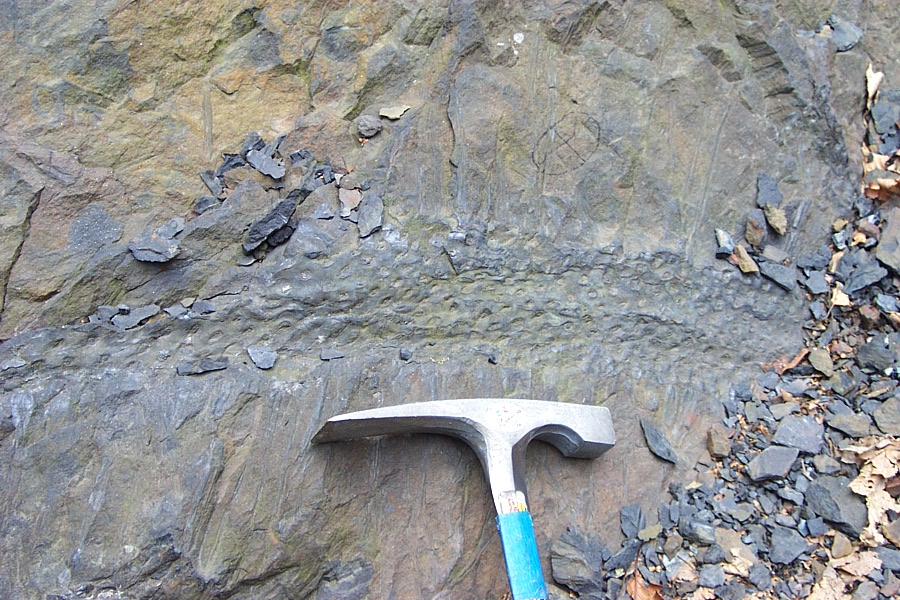
Unterirdische Organe von Sigillaria

Die unterirdischen Organe der Sigillariaceae ähneln im Wesentlichen den Stigmarien der anderen Lepidodendrales, es gibt aber einige anatomische Unterschiede. Das Mark ist im Vergleich zum Durchmesser der Stele relativ schmal. Es besteht aus einer inneren Zone aus reinem Parenchym und einer äußeren Zone, wo Parenchym und Tracheiden gemeinsam vorkommen. Die Rinde ist relativ schmal und besteht aus zwei primären Zonen. Das sekundäre Wachstum der Rinde erfolgt durch zwei konzentrische Ringe von Meristem in der äußeren Rinde. Die Formgattung Stigmariopsis umfasst unterirdische Organe, die der Untergattung Subsigillaria zugeordnet werden. Sie unterscheiden sich von Stigmarien durch ihre ungleiche Verzweigung, wobei der kleinere Seitenzweig nach unten weist.

### Fortpflanzungsorgane
Sigillaria war heterospor, produzierte also ungleich große Sporen. Die Zapfen waren allerdings monosporangiat, bildeten also nur jeweils eine der beiden Sporensorten. Die Zapfen standen zwischen den Blattbasen.
Mazocarpon oedipternum aus dem späten Pennsylvanium von Nordamerika besteht aus Zapfen mit einem Durchmesser von 1,2 cm und einer Länge von häufig 10 cm. Die Sporophylle sind einer flachen Schraube oder in Pseudowirteln angeordnet. Das distale Ende eines Sporophylls ist eher kurz. Die Megasporangien sind grob dreieckig, sie enthalten einen zentralen parenchymatischen Polster, das von acht Megasporen umgeben ist. Die Megasporen sind groß und trilet (haben eine dreistrahlige Narbe). Von ihrer proximalen Naht ragen kurze Archegonien-Hälse heraus.
Die Mikrosporen-tragenden Zapfen, ebenfalls in die Gattung Mazocarpon gestellt, enthalten trilete Sporen von rund 60 Mikrometern Durchmesser. Mazocarpo villosum aus dem späten Pennsylvanium hat einen Durchmesser von 2,2 cm.
Aus mehreren Arten sind die Megagametophyten bekannt. Sie bestehen aus Prothallien-Gewebe und Rhizoiden, ihre Archegonien sind bis 65 Mikrometer groß mit drei Lagen von Halszellen.
In ihrer Reproduktion waren die Sigillariaceae recht vielfältig mit drei Wegen der Megasporen-Ausbreitung:
- Die Sporen entwickelten sich rasch und wurden aus dem Sporangium entlassen. Vertreter ist Mazocarpon villosum.
- Die Sporophylle verbleiben zur Reife am Zapfen, die Megasporen werden verstreut, wenn die Sporangienwand aufbricht. Vertreter ist etwa Mazocarpon oedipternum.
- Die Megasporen wurden mit ihren Sporophyllen ausgebreitet, indem die Zapfen zerfielen. Vertreter sind Mazocarpon pettycurense und Mazocarpon cashii.

Sigillariostrobus sind Kompressionsfossilien von Zapfen von bis 30 cm Länge. Sie dürften eine andere Erhaltungsform von Mazocarpon sein.

## Systematik
Die Sigillariaceae sind die Schwestergruppe der Gruppe Lepidodendraceae + Diaphorodendraceae. 
Zur systematischen Gliederung innerhalb der Gattung Sigillaria dienten Form und Anordnung der Blattbasen. Es gibt folgende Untergattungen und Sektionen:
- Sigillaria subg. Eusigillaria besitzt gerippte Stammoberflächen.
  - In der Sektion Rhytidolepis sind die Blattbasen und die Rippen getrennt, die Furchen zwischen benachbarten Rippen sind gerade oder fast gerade.
  - In der Sektion Favularia sind Blattbasen und Rippen eng beieinander, die Furchen sind zickzackförmig.
- Sigillaria subg. Subsigillaria besitzt keine Rippen.
  - Sektion Leiodermaria hat weit voneinander entfernt stehende senkrechte Reihen von Blattnarben ohne erhabene Blattpolster.
  - In der Sektion Clathraria sind die Blattbasen eng beieinander.

## Zeitliche und räumliche Verbreitung
Die Sigillariaceae hatten ihre Blütezeit im späten Pennsylvanium. Sie wuchsen in sumpfnahen Gebieten, die etwas trockener waren als die Standorte der anderen baumförmigen Bärlapppflanzen. 

## Belege
- William A. DiMichele, Richard M. Bateman: The Rhizomorphic Lycopsids: A Case-Study in Paleobotanical Classification. In: Systematic Botany. Band 21, 1996, S. 535–552.
- Thomas N. Taylor, Edith L. Taylor, Michael Krings: Paleobotany. The Biology and Evolution of Fossil Plants. 2. Auflage. Academic Press 2009, ISBN 978-0-12-373972-8, S. 303–307.